# Hector F.E. Jungersen
Hector Frederik Estrup Jungersen (13. januar 1854 i Dejbjerg - 6. marts 1917 i København) var en dansk zoolog. 1912-13 var han rektor for Københavns Universitet og fra 1914 direktør i Carlsbergfondet.
I 1871 blev Jungersen student fra Odense, hvorefter han studerede naturhistorie og i 1877 tog magisterkonferens i zoologi. I 1899 udnævntes han til C.F. Lütkens efterfølger som professor i zoologi og bestyrer af Zoologisk Museums hvirveldyrafdeling.
Jungersen blev Ridder af Dannebrog 1896, medlem af Videnskabernes Selskab 1901 og Dannebrogsmand 1913.
Han er begravet på Garnisons Kirkegård.